# Gotisches Haus (Schulpforte)

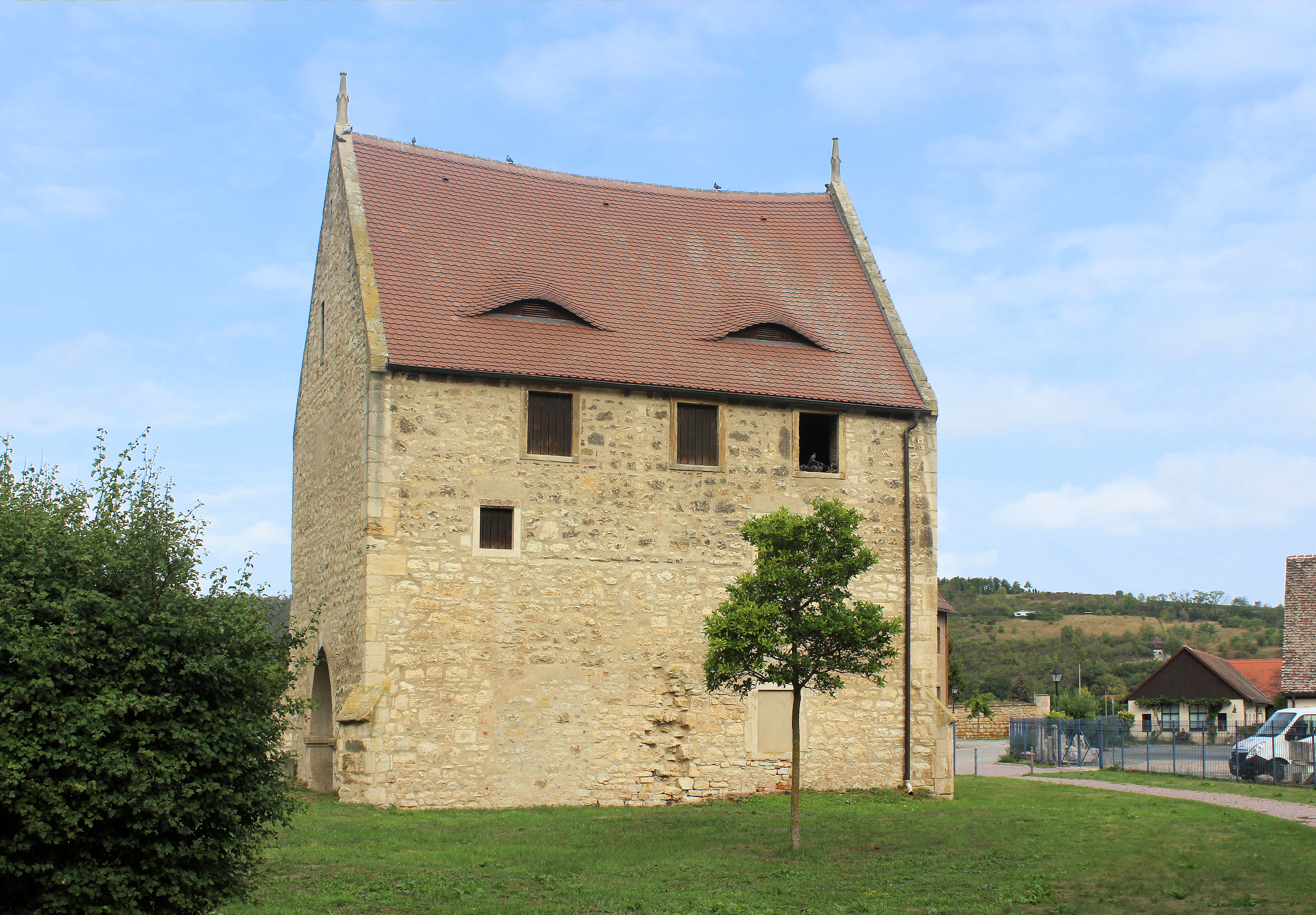
Gotisches Haus in Schulpforte

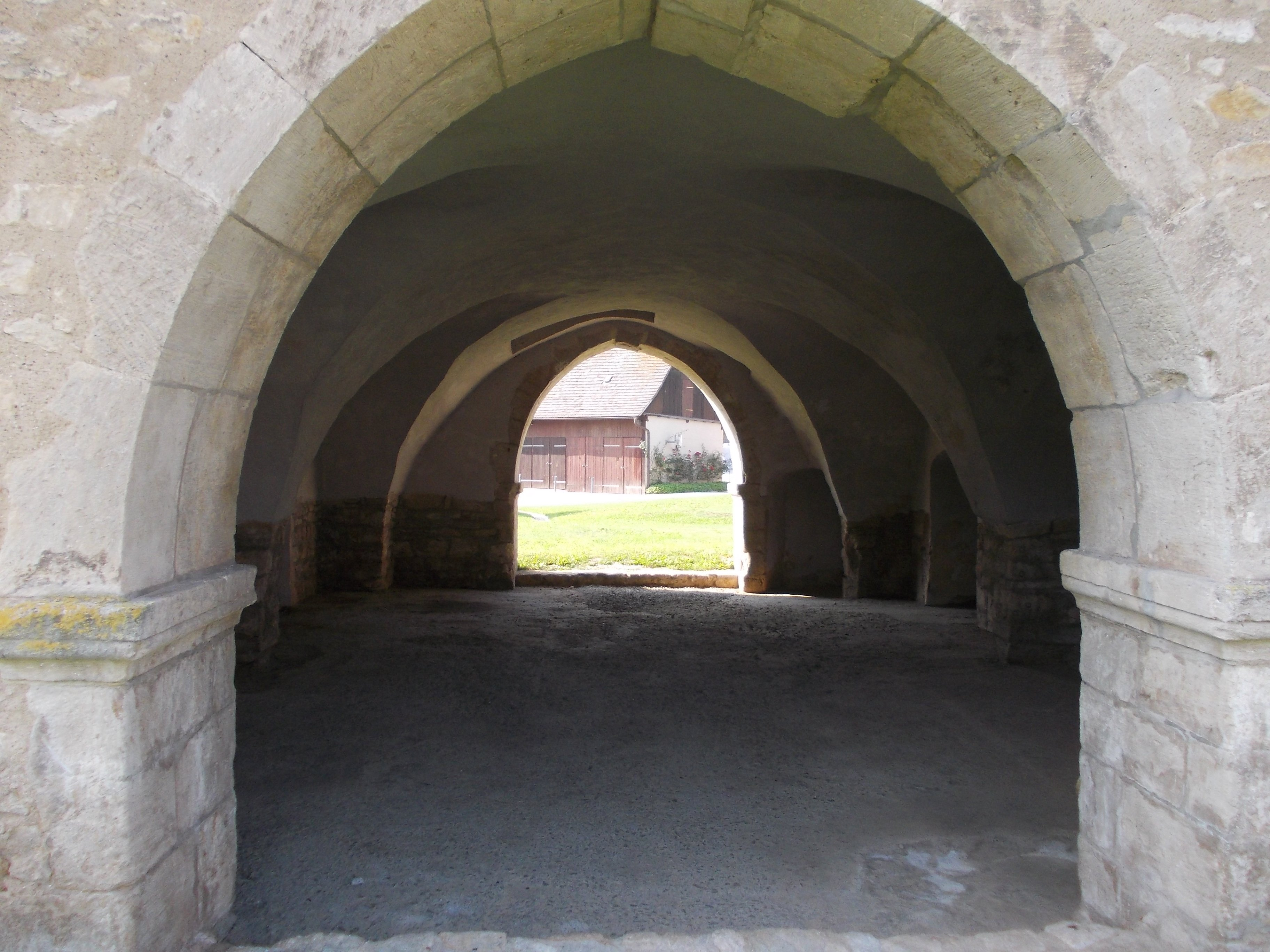
Gewölbehalle im Erdgeschoss

Das Gotische Haus in Schulpforte, einem Ortsteil des Naumburger Stadtteils Bad Kösen im Burgenlandkreis in Sachsen-Anhalt, wurde nach dendrochronologischen Untersuchungen um 1516/17 errichtet. Das spätgotische Gebäude ist als Teil der ehemaligen Zisterzienserabtei Pforta ein geschütztes Baudenkmal.

## Beschreibung
Das Gotische Haus ist das einzige erhaltene mittelalterliche Gebäude des Klostergutshofs. Der Bau mit seiner offenen kreuzgratgewölbten Halle im Erdgeschoss diente vermutlich als Wagenremise. Im Obergeschoss befand sich wahrscheinlich eine bescheidene Unterkunft. Die Fenster der Süd- und Nordseite stammen aus dem 17. bis 19. Jahrhundert.